# Tityus metuendus
Espèce
Tityus metuendus est une espèce de scorpions de la famille des Buthidae.

## Distribution
Cette espèce se rencontre au Pérou et au Brésil en Acre, en Amazonas, au Roraima et au Pará.

## Description
Le mâle holotype mesure 97 mm et la femelle paratype 77 mm.

## Publication originale
- Pocock, 1897 : « Report upon the Scorpiones and Pedipalpi obtained on the lower Amazons by Messrs. E.E. Austen and F. Pickard Cambridge during the trip of Mr. Siemens's Steamship Faraday. » Annals and Magazine of Natural History, sér. 6, vol. 19, p. 357-368 (texte intégral).